# Harpanahalli
 (octobre 2018).
Harapanahalli est une ville du district de Bellary[réf. nécessaire] dans l’État indien du Karnataka.
Sa population est d’environ 48 000 habitants.